# Підротмістр

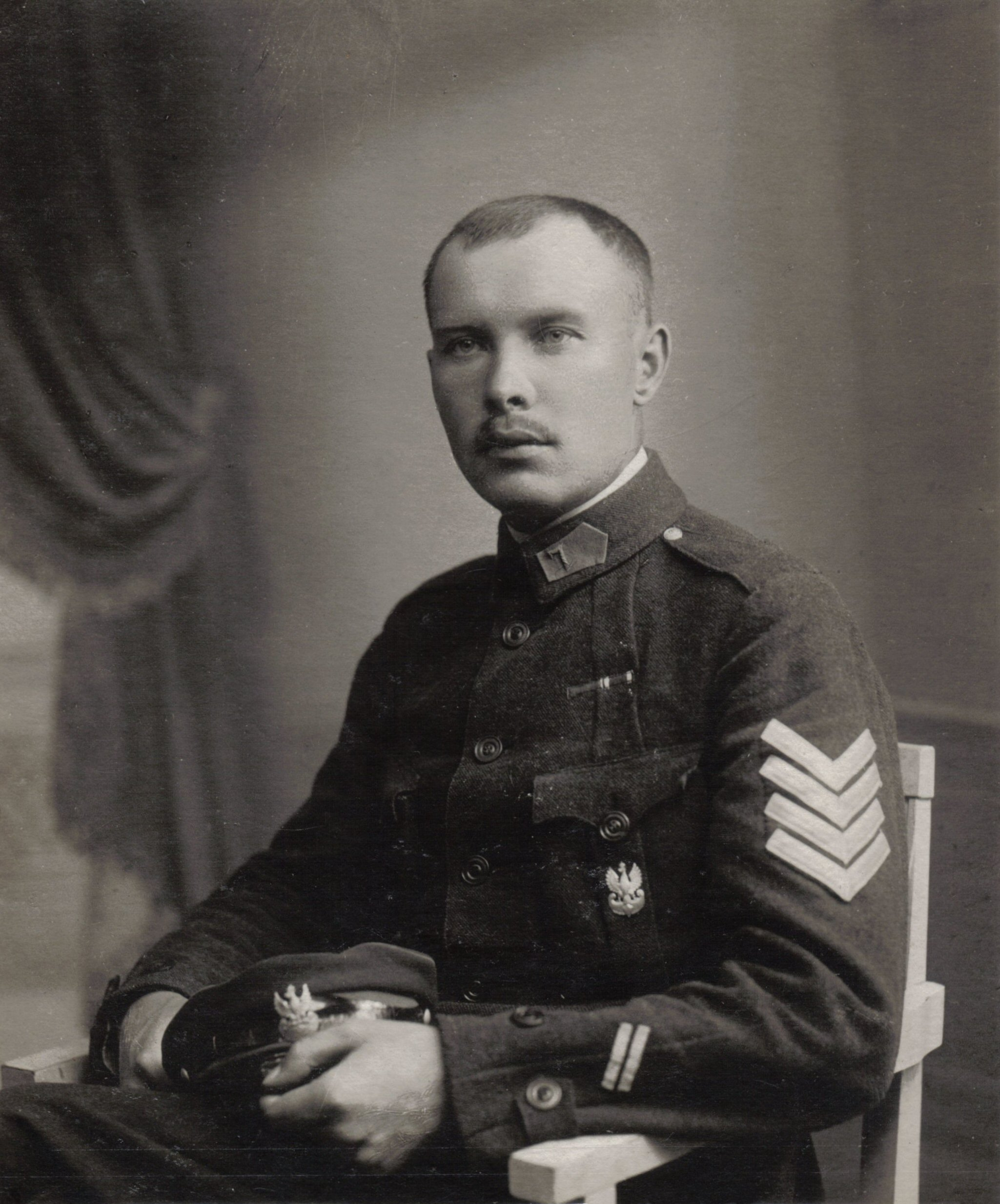
Підкапітан Польської армії на Сході (1917)

Підротмістр (пол. Podrotmistrz) — молодший офіцерський чин (звання) в кавалерії Польської армії на Сході (у Росії), 1917-1918. Вище за рангом поручника, але нижче за ротмістра. Аналогом підротмістра в піхоті був підкапітан. Дорівнював штабсротмістру російської імперської армії.  
Цей чин не ввійшов у військову ієрархію Другої Речі Посполитої і надалі не використовувалося.
Підротмістр за знаки розрізнення мав чотири кути зі срібного галуну на рукаві.

## Іншомовні сторінки Вікіпедії які використовувалися для отримання відомостей
- Podrotmistrz (пол.)